# Miradouro da Serra da Barrosa

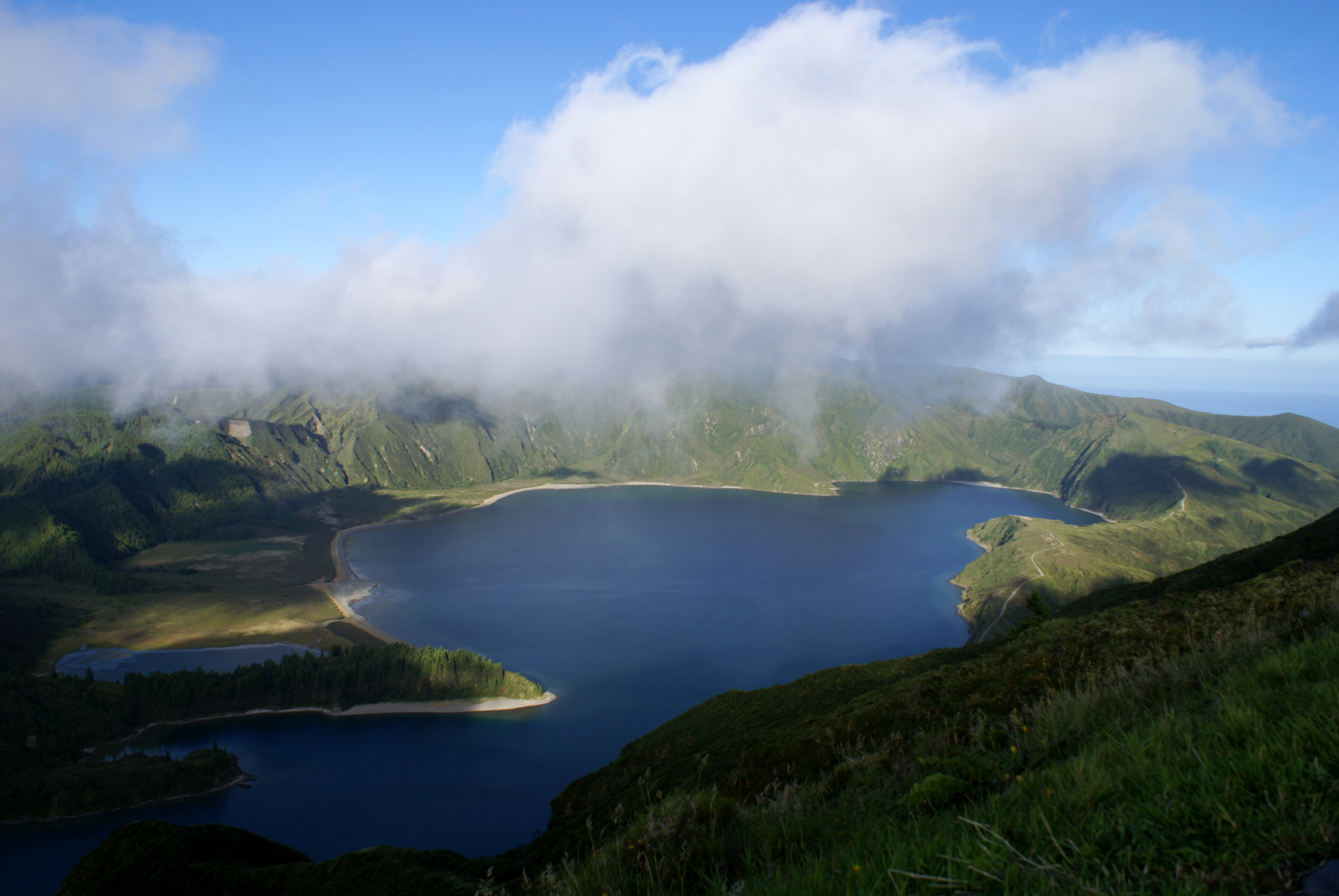
Lagoa do Fogo, Miradouro da Serra da Barrosa.

O Miradouro da Serra da Barrosa é um miradouro português localizado junto à Lagoa do Fogo concelho de Vila Franca do Campo, na ilha açoriana de São Miguel.
Deste miradouro é possível ter uma vista extraordinária da Lagoa do Fogo e dos contrafortes montanhosos em seu redor, alguns com mais de 300 metros de altura na vertical quase absoluta.
Localiza-se a elevada altitude na Serra da Barrosa e nas suas imediações encontra-se um abundante povoamento vegetal típico das florestas da Macaronésia sendo possível entre outras distinguir o cedro-do-mato (Juniperus brevifolia), o louro (Laurus azorica), o sanguinho (Frangula azorica), a malfurada (Hypericum foliosum), a urze (Erica azorica) e o trovisco-macho (Euphorbia stygiana).